# Pardosa chahraka
Pardosa chahraka este o specie de păianjeni din genul Pardosa, familia Lycosidae, descrisă de Roewer, 1960.
Este endemică în Afghanistan. Conform Catalogue of Life specia Pardosa chahraka nu are subspecii cunoscute.